# Neenchelys cheni
Neenchelys cheni is een straalvinnige vissensoort uit de familie van slangalen (Ophichthidae). De wetenschappelijke naam van de soort is voor het eerst geldig gepubliceerd in 1967 door Chen & Weng.